# رودی گرنریچ
رودی گرنریچ (انگلیسی: Rudi Gernreich; ۸ اوت ۱۹۲۲ – ۲۱ آوریل ۱۹۸۵) طراح مد آوانگارد اهل ایالات متحده آمریکا بود. وی در وین اتریش متولد شد. وی بین سال‌های ۱۹۵۰ تا ۱۹۸۵ میلادی فعالیت می‌کرد. او به عنوان طراح مونوکینی‌ شناخته می‌شود.